# 入来院重治
入来院 重治（いりきいん しげはる）は、江戸時代前期の薩摩藩士。薩摩入来領主、入来院氏19代当主。

## 生涯
慶安4年（1651年）、島津氏の家臣・入来院重頼の子として生まれる。万治4年（1661年）、鹿児島城二の丸で元服する。藩主・島津光久が加冠役、宮之城島津家・島津久通が理髪役を務めた。
延宝2年（1674年）、光久の御礼使として江戸に下り、江戸城に登城し、将軍徳川家綱に拝謁する。延宝5年（1677年）、世子・綱貴の御礼使として江戸に下り、江戸城に登城し、将軍徳川家綱に拝謁する。延宝7年（1679年）江戸に下り、番頭役を務め、翌年帰国する。
天和2年（1682年）、病に臥して、7月5日に藩主・光久が館に見舞う。翌7月6日没。享年32。